# Tom Kaulitz
Tom Kaulitz-Trümper (ur. 1 września 1989 w Lipsku) – niemiecki muzyk, kompozytor i gitarzysta pop-rockowego zespołu Tokio Hotel.

## Życiorys
Urodził się 1 września 1989, jest pierwszym synem Jörga W. i Simone Kaulitzów. Ma brata-bliźniaka Billa Kaulitza, młodszego o 10 minut. Kiedy miał sześć lat, jego rodzice się rozstali. W 2009 jego matka wyszła za Gordona Trümpera, gitarzystę grupy rockowej Fatun, który zainspirował braci Kaulitzów do zajęcia się muzyką, a Toma także do nauki gry na gitarze.
Swoje pierwsze koncerty wraz z bratem zagrał w szkole i okolicznych klubach. Kiedy miał dziewięć lat, razem z Billem Kaulitzem założyli zespół muzyczny Black Questionmark, który później przemianowali na Devilish. Występowali w klubie „Gröninger Bad” w swoim rodzinnym mieście, Magdeburgu, a podczas jednego z koncertów poznali Gustava Schäfera i Georga Listinga, z którymi zaprzyjaźnili się i w 2003 założyli zespół Tokio Hotel. Z Tokio Hotel nagrał i wydał sześć albumów studyjnych: Schrei (2005), Zimmer 483 (2007), Scream (2007), Humanoid (2009), Kings of Suburbia (2014), Dream Machine (2017) i 2001 (2022).
W 2010 został ambasadorem kampanii Audi i organizacji PETA w akcji sprzeciwiającej się wykorzystywaniu dzikich zwierząt w przemyśle rozrywkowym, szczególnie cyrkach. W tym samym roku razem z Billem Kaulitzem przeprowadził się z Hamburga do Los Angeles, tłumacząc decyzję brakiem inspiracji i prywatności oraz atakami stalkerów.

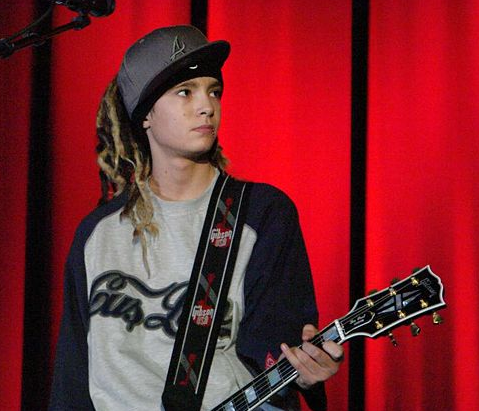
Kaulitz (2006)

W 2013 był jednym z jurorów 10. edycji programu rozrywkowego Deutschland sucht den Superstar w RTL. Od sierpnia 2021 współprowadzi z Billem Kaulitzem podcast Kaulitz Hills — Senf aus Hollywood. Od maja 2023 bracia współprowadzą program telewizyjny That's My Jam mit Bill & Tom Kaulitz w RTL, jesienią tego samego roku zostali trenerami w 13. edycji programu The Voice of Germany, a w 2024 premierę miał serial dokumentalny Netfliksa Kaulitz und Kaulitz opowiadający o ich życiu prywatnym.

### Życie prywatne
Był żonaty z niemiecką modelką Rią Sommerfeld, z którą rozwiódł się we wrześniu 2016 po roku małżeństwa. Od marca 2018 związany jest ze starszą od siebie o 16 lat modelką Heidi Klum, którą poślubił w lutym 2019.

## Filmografia
- 1994: Szaleję za tobą jako młody chłopak[19]
- 2024: Kaullitz und Kaullitz (jako on sam, Netflix)[20]